# Естонија на Светском првенству у атлетици у дворани 2022.
Естонија је на 18. Светском првенству у атлетици у дворани 2022. одржаном у Београду од 18. до 20. марта учествовала петнаести пут, односно учествовала је под данашњим именом на свим првенствима од 1993. до данас. Репрезентацију Естоније представљала су 5 атлетичара (4 мушкарца и 1 жена), који су се такмичили у 4 дисциплине (3 мушке и 1 женска).,
На овом првенству такмичари Естоније нису освојили ниједну медаљу али су оборени 1 национални и 2 лична рекорда и 1 најбољи резултат сезоне .
У табели успешности према броју и пласману такмичара који су учествовали у финалним такмичењима (првих 8 такмичара) Естонија је са 2 учесника у финалу заузела 26. место са 10 бодова.
| Плас. | Земља    | 1. место | 2. место | 3. место | 4. место | 5. место | 6. место | 7. место | 8. место | Бр. финал. | Бод. |
| ----- | -------- | -------- | -------- | -------- | -------- | -------- | -------- | -------- | -------- | ---------- | ---- |
| 26.   | Естонија | 0        | 0        | 0        | 2        | 0        | 0        | 0        | 0        | 2          | 10   |

## Учесници
| Мушкарци: - Карл Ерик Назаров — 60 м - Кеисо Педрикс — 60 м препоне - Ханс-Кристијан Хаузенберг — Седмобој - Карел Тилга — Седмобој | Жене: - Крите Верлин — 60 м препоне |  |

## Резултати

### Мушкарци
| Атлетичар         | Дисциплина   | Лични рекорд | Квалификације         | Квалификације | Полуфинале           | Полуфинале           | Финале               | Финале       | Детаљи |
| Атлетичар         | Дисциплина   | Лични рекорд | Резултат              | Место         | Резултат             | Место                | Резултат             | Место        | Детаљи |
| ----------------- | ------------ | ------------ | --------------------- | ------------- | -------------------- | -------------------- | -------------------- | ------------ | ------ |
| Карл Ерик Назаров | 60 м         | 6,62         | 6,55(.550) КВ, НР, ЛР | 3. у гр. 4    | 6,29(.581) кв        | 3. у гр. 2           | 6,58                 | 4 / 43 (50)  |        |
| Кеисо Педрикс     | 60 м препоне | 7,66 НР      | 7,77(.769)            | 5. у гр. 2    | Није се квалификовао | Није се квалификовао | Није се квалификовао | 31 / 44 (46) |        |

#### Седмобој
| Дисциплина   | Ханс-Кристијан Хаузенберг | Ханс-Кристијан Хаузенберг | Ханс-Кристијан Хаузенберг | Ханс-Кристијан Хаузенберг | Ханс-Кристијан Хаузенберг | Ханс-Кристијан Хаузенберг |
| Дисциплина   | Лич. рек.                 | Рез.                      | Бод.                      | Плас.                     | Укупно                    | Плас.                     |
| ------------ | ------------------------- | ------------------------- | ------------------------- | ------------------------- | ------------------------- | ------------------------- |
| 60 м         | 6,82                      | 6,86                      | 933                       | 5.                        | 933                       | 5.                        |
| Скок удаљ    | 7,92                      | 7,96 ЛР                   | 1.050                     | 3.                        | 1.983                     | 4.                        |
| Бацање кугле | 14,29                     | 13,62                     | 705                       | 10.                       | 2.688                     | 6.                        |
| Скок увис    | 2,04                      | 2,02                      | 822                       | 5.                        | 3.510                     | 6.                        |
| 60 м препоне | 7,96                      | 7,99                      | 984                       | 5.                        | 4.494                     | 4.                        |
| Скок мотком  | 5,30                      | 5,30 ЛР                   | 1.004                     | 1.                        | 5.498                     | 4.                        |
| 1.000 м      | 2:56,46                   | 2:57,10 ЛРС               | 693                       | 10.                       | 6.191                     | 4.                        |
| Укупно       | 6.143                     |                           |                           |                           | 6.191 ЛР                  | 4 / 10 (12)               |

| Дисциплина   | Карел Тилга | Карел Тилга | Карел Тилга | Карел Тилга | Карел Тилга | Карел Тилга |
| Дисциплина   | Лич. рек.   | Рез.        | Бод.        | Плас.       | Укупно      | Плас.       |
| ------------ | ----------- | ----------- | ----------- | ----------- | ----------- | ----------- |
| 60 м         | 7,09        | 7,07 ЛР     | 858         | 11.         | 858         | 11.         |
| Скок удаљ    | 7,69        | 7,54 ЛРС    | 945         | 8.          | 1.803       | 9.          |
| Бацање кугле | 16,04       | 15,36       | 812         | 3.          | 2.615       | 7.          |
| Скок увис    | 2,10        | 2,02 ЛРС    | 822         | 8.          | 3.437       | 7.          |
| 60 м препоне | 8,24        | 8,39        | 886         | 9.          | 4.323       | 9.          |
| Скок мотком  | 4,96        | 4,50        | 760         | 10.         | 5.083       | 10.         |
| 1.000 м      | 2:36,32     | 2:39,28 ЛРС | 881         | 2.          | 5.964       | 9.          |
| Укупно       | 6.264       |             |             |             | 5.964 ЛРС   | 9 / 10 (12) |

### Жене
| Атлетичарка  | Дисциплина   | Лични рекорд | Квалификација | Квалификација | Полуфинале            | Полуфинале            | Финале                | Финале       | Детаљи |
| Атлетичарка  | Дисциплина   | Лични рекорд | Резултат      | Место         | Резултат              | Место                 | Резултат              | Место        | Детаљи |
| ------------ | ------------ | ------------ | ------------- | ------------- | --------------------- | --------------------- | --------------------- | ------------ | ------ |
| Крите Верлин | 60 м препоне | 8,20         | 8,22          | 5. у гр. 2    | Није се квалификовала | Није се квалификовала | Није се квалификовала | 32 / 41 (45) |        |